# Ал Торо
Александър Иванов Торофиев, с псевдоним Ал Торо, е български писател, популяризатор и издател на книги-игри.

## Биография
Торофиев е роден във Варна на 6 декември 1983 г. Възпитанкик е на 7-о СОУ „Найден Геров“ и Първа езикова гимназия, а през 2002 г. се премества в София, където учи електроника в ТУ София. От 2005 до 2013 г. работи по специалността си като програмист на вградени системи. Няколко години членува в „Менса България“.
В литературата дебютира през 2008 година, издаден на страниците на „Алманах Нова Българска Литература“. През годините участва в още пет от броевете на поредицата.
През 2011 г. Александър бележи своята литературна автобиография, като поставя началото на поредицата „Котарака“ – нова вълна при книгите-игри. Същата година Торофиев започва да се занимава с популяризирането на жанра, с издателска и редакторска дейност. Съосновател е на „Сдружение Книги-игри“ и съсобственик на сайта за интерактивна литература knigi-igri.bg. Организатор на наградата „Златна никса“ за най-добра книга-игра в България, организатор и съставител на поредицата „Призвание герой!“. В периода след 2010 г. активно се занимава паралелно в областта на книгите-игри като редактор, издател, автор, съставител, преводач и попуяризатор. През 2017 г. получава награда за цялостен принос към интерактивната литература.
От 2013 започва да се занимава професионално с гейм дизайн и продуциране на игри за компютри и мобилни телефони в Империя Онлайн, главно по Seasons of War – средновековна походова стратегическа игра. От 2016-а до 2018-а е съосновател и гейм дизайнер в Big Moustache Games с една издадена игра – Grimmwood: They Come at Night. След фалита на студиото, в началото на 2019-а започва работа в Black Sea Games по мащабната средновековна стратегия Knights of Honor 2: Sovereign.
Понастоящем живее в София със съпругата си и двете си деца.

## Награди и отличия
- Първо място в категория „Най-добра компютърна игра за 2014 г.“ на Националните Фантастични Награди със „Season of war“ – водещ гейм дизайнер и продуктов мениджър на заглавието[1].
- Трето място „Любима книга-игра за 2015 г.“ на Националните фантастични награди[2].
- Трето място в категория „Иноватори“ на „Бисерче вълшебно 2016“ с „Котарака и спасението на Аврея“;
- Първо място в категория „Майстори“ на „Бисерче вълшебно 2017“ с „Българ 3: Междузвезден унищожител“ (в съавторство с Неделчо Богданов)[3];
- Второ място в категория „Майстори“ на „Бисерче вълшебно 2017“ с „Малкият Българ: Вампирът от Несебър“ (в съавторство с Неделчо Богданов);
- Първо място на конкурса „Златна никса 2016“ за най-добра книга-игра с „Котарака и Абаносовия дракон“[4];
- Награда на сдружение книги-игри за цялостен принос към жанра – 2017 г.
- Първо място на конкурса „Златна никса 2018“ за най-добра книга-игра с „Пазители“.
- Първо място на Sofia Game Jam 2020 (част от Global Game Jam) с играта "Love and Death of Robots"[5].
- Победител в категории най-добра книга-игра (Игра года) и най-добър сюжет (Лучший сюжет) на годишните награди за книги-игри в Русия за 2020 г. на КвестБук с „Рандеву“[6].

## Творчество

### Самостоятелни издания
- „Котаракът и Черният нарцис“ (2011) – ИК БГ книга и сдружение „Книги-игри“
- „Котарака и Спасението на Аврея“ (2011) – електронна книга и апликация; сдружение „Книги-игри“
- „Котарака и Абаносовият дракон“ (2016) – сдружение „Книги-игри“

### Участие в съвместни издания
- Алманах „Нова Българска Литература“, том Проза (2009) – ИК „Фондация Буквите“
  - „Раздяла“ – разказ
  - „Прости ми миличко“ – разказ
- Алманах „Нова Българска Литература“, том Проза (2010) – ИК „Фондация Буквите“
  - „Изгубен“ – разказ
- Алманах „Нова Българска Литература“, том Проза (2011) – ИК „Фондация Буквите“
  - „По пладне“ – разказ
  - „Спътникът“ – разказ
  - „Гостите“ – разказ
- „Призвание герой!“ брой 1 (2012) – ИК БГ книга и сдружение „Книги-игри“
  - „Зомбокалипсис: в мола“ – книга-игра
- Алманах „Нова Българска Литература“, том Проза (2013) – ИК „Фондация Буквите“
  - „Предсрочно“ – разказ
  - „Дядо Митко“ – разказ
- „Българ книга-игра 3: Междузвезден унищожител“ в съавторство с Неделчо Богданов (2016) – ИК „Сиела“
- „Малкият Българ: Вампирът от Несебър“ в съавторство с Неделчо Богданов (2017) – ИК „Сиела“
- „Призвание герой“ брой 6 (2017) – сдружение „Книги-игри“
  - „Рандеву“ – книга-игра
- „Малкият Българ 2: Върколаците от Иракли“ в съавторство с Неделчо Богданов (2018) – ИК „Сиела“
- „Призвание герой“ брой 7 (2018) – сдружение „Книги-игри“
  - „Пазители“ – книга-игра
- „Агамор - Списание за книги-игри брой 17“ (2022)
  - „Колекционера“ – книга-игра

### Съставител
- „Призвание Герой“ брой 1 (2012) – ИК БГ книга и сдружение „Книги-игри“
- „Призвание Герой“ брой 2 (2013) – ИК БГ книга и сдружение „Книги-игри“
- „Призвание Герой“ брой 3 (2014) – ИК БГ книга и сдружение „Книги-игри“
- „Призвание Герой“ брой 4 (2015) – сдружение „Книги-игри“
- „Призвание Герой“ брой 5 (2016) – сдружение „Книги-игри“
- „Призвание Герой“ брой 6 (2017) – сдружение „Книги-игри“
- „Призвание Герой“ брой 7 (2018) – сдружение „Книги-игри“
- „Призвание Герой“ брой 8 (2019) – сдружение „Книги-игри“
- „Призвание Герой“ брой 9 (2020) – сдружение „Книги-игри“
- „Призвание Герой“ брой 10 (2021) – сдружение „Книги-игри“

### Преводач
- „Сгреши пътя, обърни!“ на Юлайзес Ай (2017) част от „Списание за книги-игри“, бр. 9
- „Злодеянията на г-н Щастие“ на Алън Шарп (2019) част от „Списание за книги-игри“, бр. 12
- „Нощна смяна“ на Виктория Хенкокс (2020)

### Игрови дизайнер (настолни игри)
- „Битката за Балканите“ (2019) – Българска история[7]
- „Хайдути“ (2020) – Българска история

### Игрови дизайнер (компютърни игри)
- Seasons of War с Imperia Online (2015)
- Grimmwood – They Come at Night с Big Moustache Games (2018)
- "Knights of Honor 2: Sovereign" с Black Sea Games